# 638624 Xueqikun
638624 Xueqikun è un asteroide della fascia principale esterna. Scoperto nel 2007, presenta un'orbita caratterizzata da un semiasse maggiore pari a 3,237351 UA e da un'eccentricità di 0,141231, inclinata di 6,328464° rispetto all'eclittica.